# Tatort: Duisburg-Ruhrort
Duisburg-Ruhrort ist ein Fernsehfilm aus der Fernseh-Kriminalreihe Tatort der ARD und des ORF.
Der Film wurde vom WDR produziert und am 28. Juni 1981 erstmals gesendet. Es ist die 126. Folge der Tatort-Reihe und der erste Fall für die Kriminalhauptkommissare Horst Schimanski (Götz George) und Christian Thanner (Eberhard Feik). Anlässlich des 40. Sendejubiläums des Duisburger Tatorts strahlte der WDR am 4. September 2020 eine in HD abgetastete und digital restaurierte Folge aus.

## Handlung
Im Binnenhafen von Duisburg wird die Leiche des Binnenschiffers Heinz Petschek gefunden. Er wurde verprügelt und mit einem Messer tödlich verletzt. Kriminalhauptkommissar (KHK) Schimanski muss diesen Fall zusammen mit seinem Kollegen Christian Thanner aufklären. Kriminaloberrat Königsberg legt ihm wegen seiner Milieunähe den Fall nahe. Schimanski ermittelt zuerst im Umfeld des Toten. Da Petschek bei der Familie Losse gemeldet war, befragt er Herrn Losse und erfährt, dass das Opfer mit dessen Gattin sowie Frau Poppinga, der Frau eines anderen Binnenschiffers, fremdging. Durch Frau Poppinga erfährt Schimanski, dass die Affäre mit Petschek ihrem Ehemann Jan Poppinga bekannt war. Schimanski sucht ihn in der Kneipe „Zum Anker“ auf und nimmt ihn zunächst nur zur Befragung mit ins Polizeipräsidium, nachdem Poppinga zugegeben hat, das Opfer zur Tatzeit verprügelt zu haben. Aufgrund eines Fluchtversuch im Präsidium und der Tatsache, dass das Messer als Poppingas identifiziert wurde, erfolgt dann die Festnahme.
Weitere Recherchen der Kommissare ergeben, dass Petschek eine Woche vor seinem Tod seinen Arbeitgeber gewechselt hatte. Es stellt sich heraus, dass Petschek sich für sozialistische und türkische Kultur interessiert und beim Binnenschiffer Wittinger angeheuert hatte. Plötzlich taucht die Leiche eines Türken auf. Durch Untersuchungen im Labor führt die Spur die Ermittler zu einem Metallbetrieb, bei dem der Türke gearbeitet hatte. Schimanski kontaktiert über einen Freund die türkische Gewerkschaft, die ihm eröffnet, dass beide Opfer einem Waffenschieberring auf der Spur waren. Petschek hatte eine Anstellung bei Wittinger angenommen mit der Absicht, in das Netz einzudringen. Sein türkischer Kontaktmann sollte der Gewerkschaft dann die Beweise liefern. Schimanski folgt einer Einladung der türkischen Gewerkschaft in eine Gaststätte. Diese wird plötzlich überfallen und Schimanski erkennt dabei Ali Engin, einen Kollegen des ermordeten Gewerkschafters aus dem Metallbetrieb. Die beiden liefern sich eine Schießerei auf offener Straße. Beim dabei entflohenen Engin findet der in die Ermittlungen eingebundene Kollege Schubert auch Beweismaterial in Form von Pistolen der Marke FN.
Prompt ordnet Schimanski eine Durchsuchung bei Wittinger an und wird fündig. Das Labor entdeckt Blut und Stofffetzen der Jacke des Türken in Wittingers Auto. Wittinger gesteht, dass er durch Ali Engin im Nacken gezwungen war, sich des türkischen Gewerkschafters zu entledigen, als dieser auf seinem Schiff geschnüffelt hatte. Doch der Mord an Petschek ist Wittinger nicht nachzuweisen. Da sich Losse bei Schimanski selbst anzeigt, stellt sich heraus, dass er Heinz Petschek im Streit erstochen hatte, als dieser von Poppinga verletzt liegen gelassen worden war.

## Hintergrund
Der Titel Duisburg-Ruhrort bezieht sich auf den gleichnamigen Stadtteil, in dem sich der größte Teil des Duisburger Hafens befindet, und in dem viele Außenszenen des Films spielen.
Die Anfangsszene bekam eine Hommage in der späteren Schimanski-Folge Tod in der Siedlung, in der das Ende ähnlich mit Fenster und Musik in Szene gesetzt wurde. Das Lied aus dem Kassettenrecorder zu Anfang, das Schimanski anstellt, ist Leader of the Pack von den Shangri-Las aus dem Jahr 1964. Es sollte gleichzeitig einen Charakterzug aus der Jugend der Figur symbolisieren.
In der Folge Duisburg-Ruhrort befindet sich Schimanskis Wohnung in Duisburg-Wanheim. Der Blick aus dem Dachgeschoss des Wohnhauses am Biegerpark reicht bis Rheinhausen, wo das damals noch betriebene Krupp-Werk zu sehen ist.
In einer Szene bleibt Schimanski vor einem Werbeplakat für Sofortbildkameras stehen und bindet sich die Schuhe. Auf dem Plakat sieht man den Schauspieler Hansjörg Felmy, der in früheren Tatort-Folgen des WDR die Figur des Kommissar Haferkamp verkörpert hat. Felmy war Anfang der 1980er-Jahre tatsächlich das Testimonial für einige TV-Werbespots der Firma Polaroid.
Der Überfall auf die türkische Gaststätte wurde im Münchner Westend gedreht, an der Ecke Schwanthalerstraße und Parkstraße.
Der Einsatzwagen der Ermittler ist ein Ford Taunus.